# Кулламаа (волость)
Ку́лламаа (ест. Kullamaa vald) — колишня волость в Естонії, до жовтня 2017 року адміністративна одиниця самоврядування повіту Ляенемаа.

## Географічні дані
Площа волості — 224,6 км2, чисельність населення на 1 січня 2017 року становила 1093 особи.

## Населені пункти
Адміністративний центр — село Кулламаа.
На території волості розташовувалися 14 сіл (ест. küla):
Йиґісоо (Jõgisoo), Калью (Kalju), Кастья (Kastja), Колувере (Koluvere), Кулламаа (Kullamaa), Кулламетса (Kullametsa), Лейла (Leila), Лемміккюла (Lemmikküla), Лійві (Liivi), Мирду (Mõrdu), Пярі (Päri), Сілла (Silla), Убасалу (Ubasalu), Юдрума (Üdruma).

## Історія
2016 року на підставі законів Естонії про адміністративну реформу, про органи місцевого самоврядування та про сприяння об'єднанню одиниць місцевого самоврядування волосні ради Кулламаа, Ляене-Ніґула, Мартна, Нива та Ноароотсі підписали угоду про об'єднання територій волостей в єдину адміністративну одиницю самоврядування — волость Ляене-Ніґула.
15 жовтня 2017 року в Естонії відбулися вибори в органи місцевого самоврядування. Після оголошення 20 жовтня результатів виборів в Ляене-Ніґулаську волосну раду 21 жовтня офіційно набуло чинності утворення волості Ляене-Ніґула в нових кордонах. Волость Кулламаа припинила існування.